# Duel

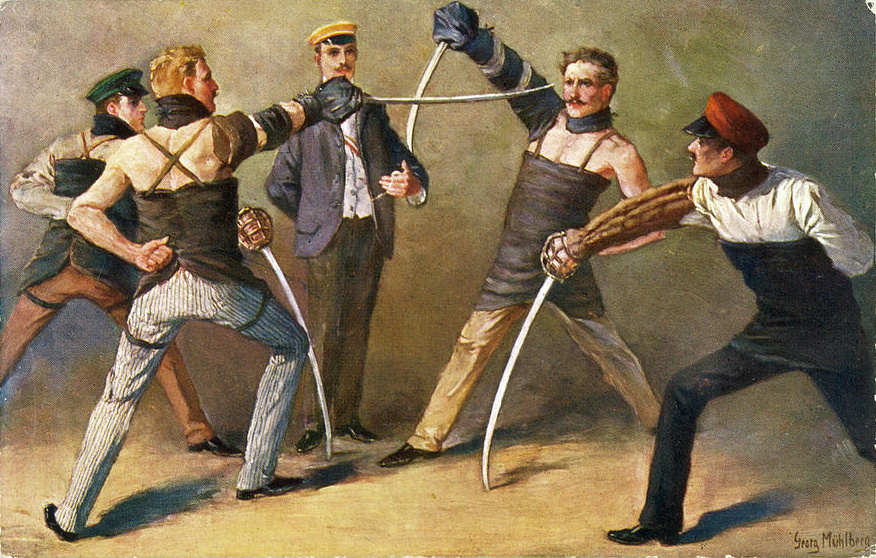
Duel de sabre d'estudiants alemanys retratat per Georg Mühlberg al voltant de 1900.

Un duel és un tipus formal de combat, com s'ha practicat des del segle xv fins al xx en les societats occidentals. Pot ser definit com un combat consensuat entre dos cavallers, que utilitzen armes mortals d'acord amb regles explícites o implícites que es respecten per l'honor dels contendents, acompanyats per padrins, que poden al seu torn lluitar o no entre si. En general -i especialment en les últimes dècades- un duel és un acte il·legal en la majoria dels països.
El duel es desenvolupava per voluntat d'una de les parts -el desafiador- per a rentar un insult al seu honor. L'objectiu no era en general matar l'oponent, sinó assolir "satisfacció", per exemple restaurant l'honor propi en posar en joc la vida per a defensar-lo. Ha de distingir-se dels duels de les proves de combat, ja que els primers no es van usar per a determinar culpabilitat o innocència, ni van constituir procediments oficials. Els duels van anar sent generalment il·legalitzats, tot i que a la majoria de les societats on van ser usuals van comptar amb acceptació social.
Els participants d'un duel correctament plantejats no eren en general perseguits, i en els casos que sí que ho eren, no els empresonaven per tal motiu. Es considerava que només els cavallers tenien un honor per defensar i, per tant, la pertinença a la classe social alta era allò que qualificava per a realitzar-lo: si un cavaller era insultat per algú de classe baixa, aquell no el reptava a duel, sinó que li infligia algun càstig físic o comissionava els seus servents perquè ho fessin.

## Orígens
El terme duel per a referir-se a aquest tipus de conteses es remunta al segle xv aEuropa. La paraula deriva del llatí duellum, que en llatí clàssic s'escrivia "bellum", amb el significat de "guerra". L'etimologia popular ho va associar a "duo" (dues), ressaltant l'accepció de "combat un a un". Les confrontacions físiques relacionades amb insults o posicionaments socials es remunten a la prehistòria humana, però el concepte de duel formal en la societat occidental es va originar en el duel judicial de l'edat mitjana, i en antigues pràctiques precristianes de l'època vikinga.
Entre els pobles nòrdics era usual el Holmganga (lit. "anar -o caminar- a l'illa"), una espècie de desafiament formal per a resoldre disputes. Els duels judicials van ser abolits per la cambra concili del Laterà el 1215, però hi ha testimonis que informen encara el 1459 sobre l'acceptació del sistema per a resoldre alguns crims cabdals. La majoria de les societats no condemnava el duel; en rigor, la victòria en duel es reconeixia com un acte d'heroisme i no com un assassinat, i l'estatus social del vencedor es veia incrementat.
A principis del Renaixement la pràctica del duel establia la respectabilitat d'un cavaller i era el mitjà acceptat per a resoldre disputes. En aquelles societats era sens dubte una alternativa millor que altres formes de conflicte menys regulades. El primer codi de duel (Code duello) va aparèixer al renaixement italià, si bé reconeix diversos antecedents, inclosa la vella llei germànica. El primer codi formalitzat a nivell nacional va ser el francès, i tot just el 1777 es va redactar a Irlanda un codique -a causa de l'emigració- seria el de més àmplia influència als Estats Units.

## Regles

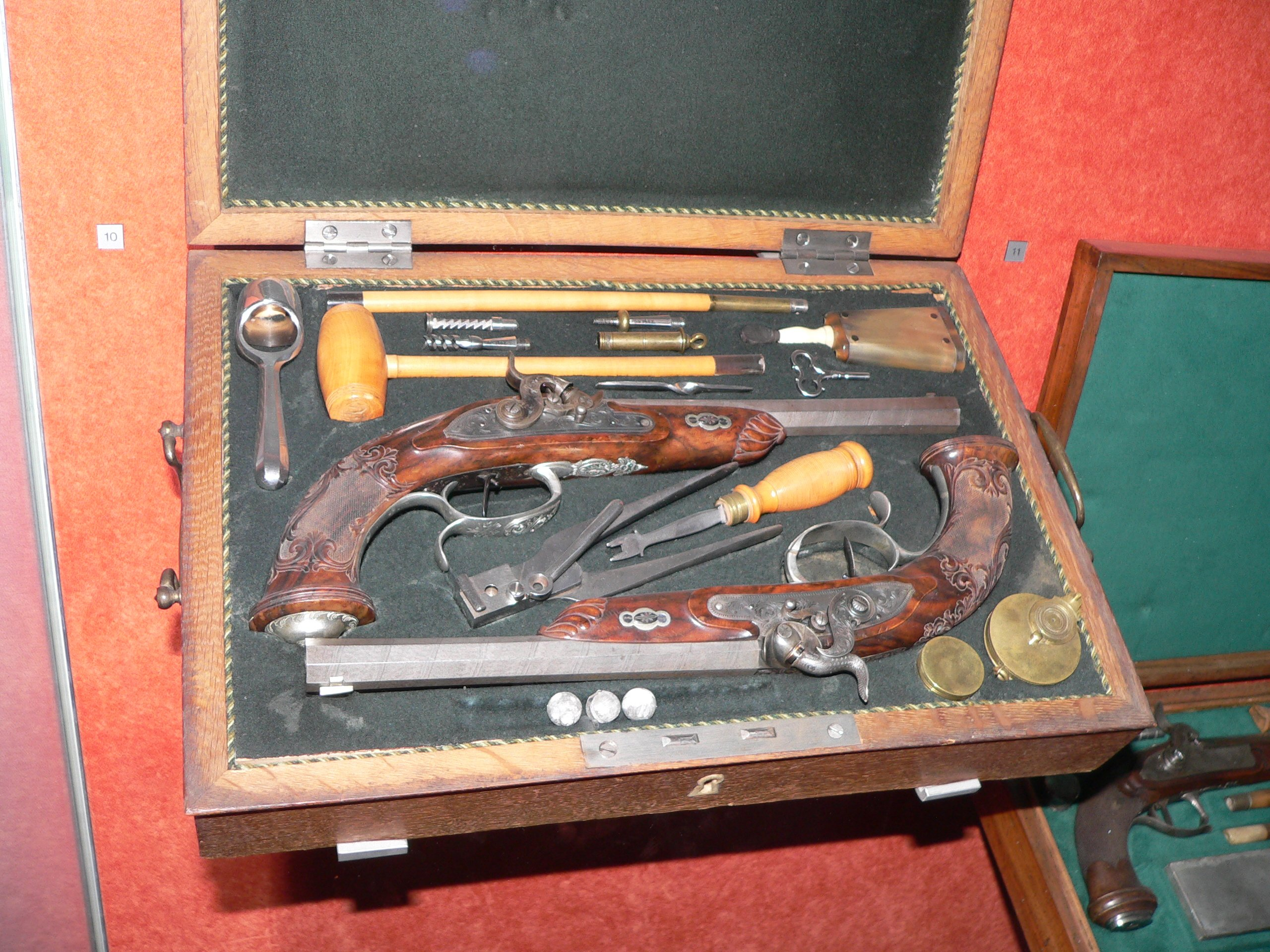
Pistoles de duel, Museu d'Art i Història de Neuchatel.

Els duels podien efectuar-se amb l'espasa de duel europea o -des del segle xviii en endavant- amb pistoles. Amb aquesta finalitat es fabricaven artesanalment bells parells de pistoles de duel per a ús dels nobles rics.
Després de l'ofensa real o imaginària, els partidaris de l'ofès demandaven "satisfacció" de l'ofensor explicitant la demanda amb un gest insultant al qual era impossible romandre indiferent; colpejar l'ofensor en el rostre amb un guant, o llençar el guant davant seu -d'aquí la frase "llençar el guant" que amb el temps s'ha convertit en sinònim de qualsevol desafiament. Aquest costum es va originar a l'edat mitjana, quan s'ordenava un cavaller, que rebia una palmellada ritual en la cara simbolitzant l'última vegada que l'acceptaria sense retornar un desafiament. Per tal motiu, qualsevol que fos colpejat amb un guant era considerat, com el cavaller, obligat a acceptar el desafiament, o quedar deshonrat.
Cada part en disputa havia de triar un representant de confiança (segon, o padrí) que acordaria el lloc del "camp d'honor", el principal criteri del qual d'elecció era que estigués aïllat per a impedir interrupcions. Per la mateixa raó, els duels s'efectuaven tradicionalment a l'alba. També era obligatori que les armes fossin iguals i que el duel resultés just. A elecció de la part ofesa, el duel podia ser:
- A primera sang, en aquest cas finalitzava tan aviat com un dels duelistes resultava ferit, fins i tot si la ferida era lleu.[7]

- Fins que un dels contrincants fos severament ferit de forma tal que es trobés físicament incapacitat per a continuar-lo.

- A mort, en aquest cas no hi hauria satisfacció fins que l'altra part estigués mortalment ferida.

- En el cas de duels a pistola, cada part podia disparar un tret. Fins i tot si cap dels dos encertava el tret, si el desafiador es considerava satisfet, el duel podia declarar-se acabat. També un duel amb pistoles podia continuar fins que un dels duelistes fos ferit o mort, però un intercanvi de més de tres sèries de trets era considerat bàrbar, a més de ridícul per la falta de punteria.

## Llista d'obres
- 855. Concili de Valence.[8]
- 1066.[9]
- 1215. Concili del Laterà IV.[10]
- c1350. The Book of Chivalry i Questions Concerning the Joust, Tournaments and War de Geoffroi de Charny, segle XIV[11]
- 1409. Flos Duellatorum.[12]
- 1437. Lletres de batalla de Joanot Martorell
  - L'any 1437 contra Joan de Monpalau, el seu cosí; era una qüestió d'honor, ja que aquest havia promès el seu casament amb la seva germana Damiata i no el va complir. En aquest desafiament, Joanot Martorell va aconseguir que el rei d'Anglaterra fes de jutge, però el contrincant no es presentà; finalment, s'arribà a un acord quan Joan de Montpalau va pagar una quantitat de diners a Damiata.[13] El conjunt d'aquestes lletres de batalla han estat publicades, en una versió modernitzada per Joan-Lluís Lluís, per l'editorial Bàrcino.[14]
  - L'any 1442 contra Jaume Ripoll.[15]
  - L'any 1442 contra Felip Boil, a causa d'un testimoni gràfic.[16]
  - Des de l'any 1442 fins al 1450, contra Gonzalo de Híjar.[17]

Cap dels quatre enfrontaments va comportar combats. Darrere d'aquest personatge tan bregós, també hi havia un amant de la literatura. Martorell escrivia sovint lletres de batalla contra els seus rivals.
Cal destacar que Joanot Martorell va viatjar molt, sobretot a Anglaterra, on va conèixer la vida cortesana i molts cavallers de l'època. També va conèixer molts llibres que més endavant seran la seva font d'inspiració.
- 1515. Tratado delos rieptos [et] desafios que entre los caualleros [et] hijos dalgo se acostu[m]bran hazer segun las costu[m]bres de España, Francia [et] Ynglaterra.[18]
- 1560. Il duello di messer Giouan Battista Pigna, al S. Donno Alphonso da Este prencipe di Ferrara, diuiso in tre libri.[19]
- 1604.[20]
- 1615. Duellis controversia. J.Ruault.[21]
- 1798. The Principles of Duelling; with Rules to be Observed in Every Particular Respecting it.[22]
- 1827.[23]
- 1829. Le Duel en jurisprudence et en législation, ou recherches sur ces deux questions.[24]
- 1838. The Code of Honor: Or, Rules for the Government of Principals and Seconds in Duelling.[25]
- 1844. Trattato de'reati contro le persone, scritto in tempo che vigera il Codice penale Francese adottato in Napoli con decreto de'23 Aprile 1812.[26]
- 1868. Duello e sue norme principali per effettuarlo con attribuzione dei padrini o secondi e descrizioni di combattimenti antichi.[27]
- 1877. Le duel : ses lois, ses règles, son histoire.[28]
- 1886. Código del duelo.[29]
- 2009. Pistols, Politics and the Press: Dueling in 19th Century American Journalism[30]

## Duels notables o famosos

### Històrics (incloent duels mítics)
- [31][32]
- 1283. Desafiament de Bordeus.
- c1600. Miyamoto Musashi.
- 1766. Duel entre Casanova i Branicki a Varsòvia.[33][34]
- 1832. Évariste Galois.[35]
- 1876. Batalla de Warbonnet Creek.[36]

### Cinema
- 1950. Cyrano de Bergerac (pel·lícula de 1950).[37][38]
- 1952. Scaramouche.[39][40]
- 1973. Pat Garret i Billy el Nen.
  - Duel entre Billy i Alamosa Bill.[41][42]
- Barry Lyndon (1975)
  - En la primera escena, ambientada al voltant del 1750, el pare de l'irlandès Redmond Barry (Ryan O'Neal) mor en un duel per la venda d'uns cavalls. En el film hi ha dos duels més.[43]